# Frank Bechhofer
Frank Bechhofer (* 10. Oktober 1935 in Nürnberg; † 10. Dezember 2018 in Edinburgh) war ein britischer Soziologe.

## Leben und Forschung
Am 10. Oktober 1935 wurde Bechhofer in Nürnberg geboren. Er verließ Deutschland dreijährig und seine Eltern ließen sich in Nottingham nieder. Bechhofer besuchte die Nottingham Grammar School und nahm ein Studium der Ingenieurwissenschaften in Cambridge auf, das er 1959 abschloss, gefolgt von einem Master, 1962. Er nahm eine Tätigkeit als Forschungsstudent im Department of Engineering auf und wurde 1960 zum Foundation Scholar des Queens College gewählt.
Seine frühen Forschungen befassten sich mit Industriesoziologie und der Soziologie der Arbeit. Er schloss sich dem Forschungsteam im Department of Applied Economics unter der Leitung von John Goldthorpe, David Lockwood und Jennifer Platt an. Ihre zwischen 1962 und 1965 durchgeführten Forschungen wurden in drei gemeinsam verfassten Bänden 1968–69 veröffentlicht und in der Folge nach Deutsch, Schwedisch, Französisch und Italienisch übersetzt.
Bechhofers Interessen wandelten sich und 1965 ging er als Lecturer an die University of Edinburgh, wo er sich mit Ungleichbehandlung, Schichten und Klassengesellschaft befasste. 1971 wurde er zum Reader befördert und erhielt 1987 den Lehrstuhl für Social Research. Mehr auf Wunsch des Leiters der soziologischen Fakultät, Tom Burns, lehrte Bechhofer auch Methoden der Soziologie, wofür er ein Seminar gründete, dass meist in Cambridge gehalten wurde. Das Seminar zwang ihn, sich intensiv mit der Materie zu befassen, um, nach eigenen Angaben, seinen Studenten mindestens eine Lektion voraus zu sein. Seine Methodenarbeit gipfelte in seinem mit Lindsay Patterson 2000 veröffentlichten Werk Principles of Research Design in the Social Sciences. Diese Methodenarbeit blieb nicht theoretisch. Bechhofer untersuchte verschiedene soziologische Themen wie mittelständische Ladenbesitzer mit Brian Elliot, KMU-Politik und Mittelstand in Großbritannien mit Brian Elliot und David McCrone.
1975 ging er als Gastprofessor an die Universität Warschau. Seine Forschungen konzentrierten sich nun auf schottische Demografie und Berufsstrukturen. In den späten 80ern koordinierte er das Edinburgh-Team bestehend aus Michael Anderson, David McCrone, und Bob Morris in der Studie der sozialen Veränderungen in Kirkcaldy/Glenrothes. Daraus resultierte eine Studie der nationalen Identität und des Nationalismus, die 2015 mit der Veröffentlichung von Understanding National Identity ihren Abschluss fand.
Neben seiner Forschungs- und Lehrtätigkeit sorgte Bechhofer auch für die Gemeinschaft der forscher, diente in verschiedenen soziologischen Gesellschaften Großbritanniens in den Aufsichtsgremien, übernahm Verantwortung als Chairman oder stellvertretender Chairman und saß in Prüfungskommissionen in verschiedenen Universitäten. 1997 zog er sich in den vorzeitigen Ruhestand zurück und wurde emeritiert. Sein Ziel war dabei nicht der Ruhestand, sondern die notwendige Ruhe, um weitere Veröffentlichungen vorzubereiten.
2008 wurde Bechhofer in die Royal Society of Edinburgh berufen. In der Erklärung der Aufnahme werden seine Verdienste um die Soziologie in Schottland hervorgehoben.

## Schriften (Auswahl)
- (als Hrsg.) Population Growth and the Brain Drain, Edinburgh University Press, Edinburgh 1969, ISBN 978-0-85224-066-3
- (mit Lindsay Paterson) Principles of Research Design in the Social Sciences, 2000
- (mit Lindsay Paterson und David McCrone) Living in Scotland: Social and Economic Change since 1980, 2004
- (mit David McCrone) National Identity, Nationalism and Constitutional Change, 2009
- (mit David McCrone) Understanding National Identity, Cambridge University Press, Cambridge 2015, ISBN 978-1-107-10038-1